# Teen Angels
Teen Angels fue una banda pop fundada en 2007 en Buenos Aires, Argentina, que se formó a partir de la telenovela juvenil Casi ángeles, y se mantuvo en curso durante seis años. Sus integrantes originales eran Lali Espósito, Peter Lanzani, Nicolás Riera, Gastón Dalmau y  China Suárez, quien sería reemplazada en 2011 por Rocío Igarzábal.
Teen Angels grabó seis álbumes de estudio y tres en vivo. TeenAngels I,TeenAngels III y TeenAngels IV fueron certificados platino y, mientras que TeenAngels II fue certificado doble platino y TeenAngels V fue certificado oro por CAPIF.
La banda realizó conciertos y giras promocionales por zonas de Latinoamérica y numerosos conciertos en Israel, país en el que el grupo se promocionó de forma frecuente, además de realizar diversas presentaciones en el Teatro Gran Rex y Estadio Luna Park de Buenos Aires.
En 2011 la banda se independiza de la serie televisiva de la mano de Sony Music. Durante ese año, presentaron su quinto trabajo de estudio, TeenAngels V, una producción con un aire distinto y que mostraba un perfil mucho más maduro de la Banda, al igual que su anterior disco TeenAngels IV. Con este trabajo se realizaron shows por distintos puntos de Argentina, Latinoamérica e Israel.
En 2012 se confirmó la disolución del grupo y luego de un cronograma de recitales despedida en el Teatro Gran Rex de Buenos Aires, el 8 de octubre de 2012 realizaron su último show en el Orfeo Superdomo de la ciudad de Córdoba.
El 30 de mayo de 2013 se estrenó en Argentina la película  Teen Angels: El Adiós que muestra su último recital en el Teatro Gran Rex, la cual rompió récords de audiencia en su primer fin de semana de estreno.

## Carrera

### Inicios conCasi ángeles
La agrupación surgió a raíz del lanzamiento del álbum TeenAngels I, el cual contenía la música de la serie televisiva en su primera temporada de 2007. Emilia Attias, Gastón Dalmau  , Lali Espósito, Peter Lanzani, Nicolás Riera y  China Suárez eran los intérpretes principales del disco, con la participación especial de Nicolás Vázquez. El contenido de las canciones estaba relacionado con los hechos narrados en la telenovela y una de ellas, «Voy por más», se convirtió en el primer sencillo. 
La banda le dio soporte a Casi ángeles, en una serie de recitales realizados en el Teatro Gran Rex en Buenos Aires, Argentina durante ese año.

### 2008-2009:De la ficción a la realidad
A principios del 2008 la banda realizó sus primeros conciertos como grupo independiente, el primero de ellos fue en el Hotel Conrad de Punta del Este, en Uruguay y después en el Orfeo Superdomo de la ciudad de Córdoba. En marzo de 2008, antes del lanzamiento de su nuevo disco, la banda se presentó en el Estadio Luna Park con gran éxito para promocionar sus nuevas canciones e imagen y personajes de la segunda temporada de Casi Ángeles.
En 2008, la banda trascendió la ficción y editó TeenAngels II. El disco contiene trece temas, tres de ellos interpretados por los protagonistas de Casi Ángeles, Emilia Attias y Nicolás Vázquez. Los sencillos de este álbum fueron «A ver si pueden» y «A decir que si»; coronándose durante ese año como las canciones más populares de Argentina en aquel año.TeenAngels II  recibió el disco de oro, y luego fue galardonado con doble platino en Argentina. Con este álbum, recorrieron varias provincias argentinas como Córdoba, Santa Fe, Mendoza, Salta, congregando miles de espectadores. Durante mitad de año se presentaron en el Teatro Gran Rex, logrando nuevamente gran éxito en la asistencia. Durante ese año también se presentaron en parte parte de Latinoamérica.
Culminando el 2008 firmaron contrato con Coca-Cola para lanzar la canción y el videoclip, «Hoy Quiero» para su campaña promocional del verano.
La tercera temporada de a Casi Ángeles comenzó el 1 de abril de 2009 en Telefe, dando paso al lanzamiento del tercer álbum de estudio de la banda llamado de manera homónima, TeenAngels III (siguiendo la tendencia de los anteriores). Su sencillo de difusión fue «Que Nos Volvamos A Ver», para muchos uno de los mayores éxitos de la banda. El álbum llegó a ser disco de platino y permaneció por varias semanas en las liastas de mejores ventas. También presentaron un segundo sencillo, «Vuelvo a casa», a mediados de año.
A mediados de 2009 grabaron el videoclip «Cada Vez Que Sale El Sol», un cover de la canción interpretada por el cantante argentino Sergio Denis, para la nueva campaña de la marca Coca-Cola. El tema fue incluido como bonus track en su segundo álbum en vivo, el cual salió a la venta el 5 de junio, correspondiente a los shows en el Teatro Gran Rex de la tercera temporada de la serie.
En septiembre se presentan en un minishow gratuito en Madrid, España, para darse a conocer al público en la tienda de la compañía Movistar de Gran Vía.
En octubre se presentan por primera vez en Israel dónde realizaron una serie de presentaciones en el estadio Nokia de la ciudad de Tel Aviv ante aproximadamente 78 mil personas. Allí mismo grabaron una canción en hebreo, «El lugar real», y editaron el álbum Teen Angels en vivo desde Israel, que sería lanzado al año siguiente. Debido a su gran popularidad, el Estado de Israel emitió serie de estampillas postales, dos de cada uno de los cinco integrantes de la banda y uno del grupo completo.
Durante el año, Teen Angels también realizó varias presentaciones promocionales por Latinoamérica, donde visitaron Chile, Perú, Uruguay, Venezuela, Guatemala, República Dominicana, Costa Rica, Panamá, Ecuador, entre otros. A principios de año la banda también se presentó en México donde realizaron un Pocketshow en el lunario del Auditorio Nacional. En el caso de Perú, a pesar de que no fue emitido en señal abierta en ese país, cubrió el impacto musical post-RBD. En el último trimestre del año regresan a Argentina, para otra nueva serie de conciertos, con reportes de grandes éxitos en ventas.
Con la llegada de las fiestas de fin de año, el quinteto grabó una nueva canción llamada «Navidad» y un nuevo videoclip para Coca-Cola y su campaña La magia está con vos. En diciembre, culminan un exitoso año recibiendo el premio 40 principales, al mejor grupo nacional de Argentina.

### 2010:Último año conCasi Ángeles

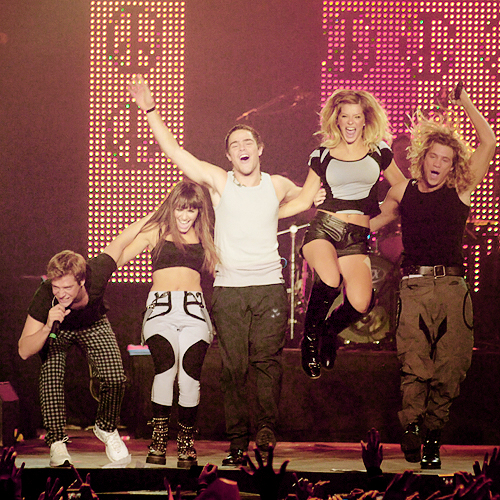
Teen Angels en un concierto de Teen Angels IV.

Entre buena parte de diciembre de 2009 y febrero de 2010, el grupo se dedica a grabar parte de la cuarta temporadade Casi Ángeles. 
A finales de marzo, Teen Angels vuelve a Israel para promocionar el lanzamiento del pack CD+DVD, «Live from Israel» y a realizar dos nuevos shows. En marzo también regresan a España y se presentan en el Palacio Vistalegre de Madrid, siendo este el primer y último show oficial del grupo en España. Allí se rodó el videoclip de «Miedo A Perderte» producido por Carlos Jean, un adelanto del cuarto álbum de estudio titulado TeenAngels IV, el cual no se vendió en España. Luego de eso la banda se presentó en el Jockey Club de Lima en Perú.
El 22 de mayo participan en el evento gratuito en Madrid “Bravo por la Tierra”, junto a Lara, Se Alkila, María Villalón, Melocos, Edurne y Jaula de Grillos, evento para dar a conocer a artistas emergentes y para promover el cuidado del medio ambiente, siendo la última visita del grupo a España. Para eso, la agrupación se presentó en el marco de los festejos del Día Mundial de la Biodiversidad organizado por la revista Española Bravo. Allí mismo estrenan su videoclip «Bravo por la Tierra» con el fin de concientizar en defensa del planeta.
En mayo se lanzó Teen Angels IV,  el último disco de Teen Angels mientras estuvo al aire Casi Ángeles. Fue su cuarto disco de estudio, en el que se destaca el sencillo «Vos Ya Sabés», el cual sirvió como tema principal de la cuarta y última temporada de la serie y el primer sencillo de su cuarto disco, seguido por «Miedo a perderte». Este cuarto disco de estudio, fue certificado platino.
También en mayo de 2010 visitan Brasil, para realizar promoción y presentar su disco especial «Quase Anjos», el cual contiene versiones en portugués del sencillo «A ver si pueden» (llamado: «Vamos ver quem pode») y también de «A decir que sí» (llamado: «Dizer que sim») respectivamente. En septiembre se presentan en el Movistar Arena de Santiago de Chile.
Desde octubre hasta noviembre de este año, realizaron una serie de presentaciones en Argentina, con motivo de la despedida de la teleserie. Iniciando en el Teatro Gran Rex, y el Estadio Luna Park de Buenos Aires, a partir de ahí visitaron, Santa Fe, San Juan, Mendoza, Lomas de Zamora, Rosario, Córdoba, Neuquén, Trelew, San Vicente, Tandil, Bahía Blanca y Junín.
En diciembre, por segundo año consecutivo, reciben el premio 40 principales, al mejor grupo nacional de Argentina.

### 2011:PostCasi Ángeles

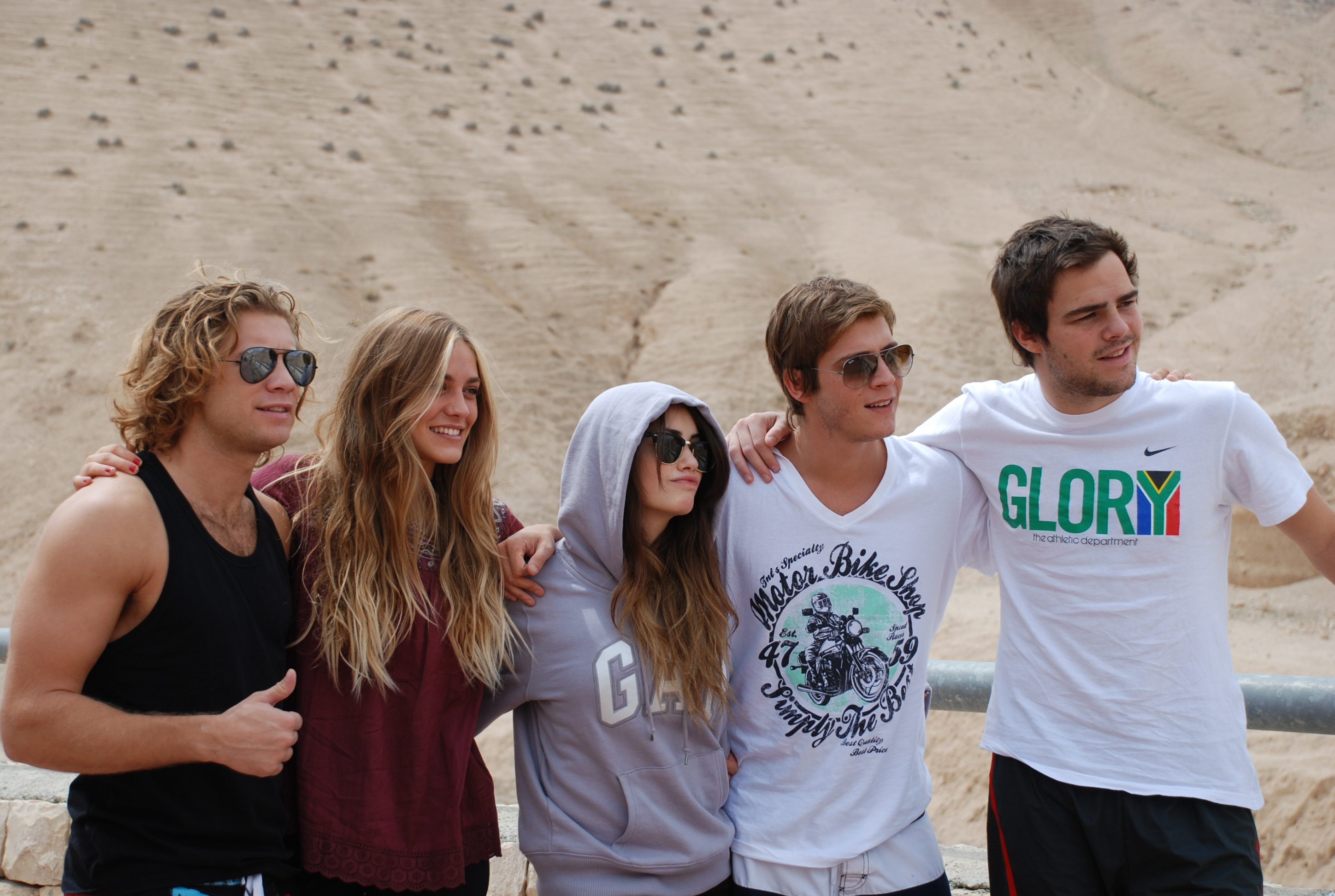
Teen Angels en su última visita a Israel

En enero de 2011, China Suárez abandona la banda, y es reemplazada por Rocío Igarzábal, quien formaba parte del elenco de la tira televisiva y había participado en los álbumes TeenAngels III y TeenAngels IV.
Durante ese año, los integrantes presentaron una nueva gira iniciada el 22 de enero en Punta del Este, Uruguay y que se extendió por  a capital y partes del interior de Argentina, Montevideo, Perú e Israel.
La gira promocionaba el nuevo material discográfico titulado TeenAngels V, que obtuvo la certificación de disco de oro en 2011. De éste se lanzaron tres sencillos: el primero, titulado «Que Llegue Tu Voz», fue grabado en el Teatro Gran Rex; la canción «Mírame, Mírate» contó con un videoclip rodado en las Cataratas del Iguazú; y «Loco», el más controvertido, mostró a la banda en un contexto más sensual y maduro. En octubre de 2011, reciben el premio Kids Choice Awards Argentina, al grupo latino favorito.
La Para cerrar el año, el 13 de diciembre el quinteto se presenta en Lima, Perú en el marco de su gira Teen Angels 2011 Tour y su nuevo material discográfico, en el centro de convenciones Scencia de La Molina.

### 2012:Separación
Llegado el 2012, varios integrantes tenían trabajos adicionales a la banda y los rumores de una posible separación habían comenzado.
Lali Espósito explicaba que los motivos tuvieron que ver con la incompatibilidad de las diferentes carreras de los integrantes,  "Si tomábamos la decisión de seguir se iba a complicar juntarnos, salir de gira mucho tiempo, porque Nico y Rochi están grabando Dulce Amor, Peter está en La Dueña, Gas se va a Nueva York y yo estrené Las Brujas de Salem".
El 28 de febrero salió a la luz el primer tema del sexto álbum de estudio La Despedida en la telenovela Dulce amor, que contaba en su elenco con Nicolás Riera y Rocío Igarzábal. La canción inédita cantada a dúo por ambos se llamó «Integridad perfecta».
El 17 de abril de 2012 se lanzó a la venta el nuevo material discográfico, que incluye «Baja El Telón» (el primer sencillo), «Llega en forma de amor» (segundo sencillo) e «Integridad perfecta» (nunca fue un sencillo oficial) además de nuevas versiones de sus anteriores temas. También, grabaron una participación especial para la telenovela de Telefe y se presentaron en el talent show La Voz Argentina. En agosto se presentaron en el evento Un sol para los chicos en el Estadio Luna Park organizado por UNICEF y El Trece. Realizaron el tour del adiós, recorriendo varios shows en Argentina, trece shows en el Teatro Gran Rex de Buenos Aires y un show en el Orfeo Superdomo de Córdoba. 
El 8 de octubre se realizó el último show en la ciudad de Córdoba en el Orfeo Superdomo, ante aproximadamente 5,000 personas, luego de llevarse a cabo los recitales en el Teatro Gran Rex. La despedida de la banda logró ser tendencia en la red social Twitter, y lo más comentado fue #HastaSiempreTeenAngels.

## Película
Durante el mes de septiembre de 2012 el canal Yups hizo la presentación oficial en cine de Teen Angels: el adiós 3D. La película muestra el último recital realizado en el Teatro Gran Rex de Buenos Aires y fue presentada en una única función para Perú.
La película se estrenó oficialmente el 30 de mayo de 2013 en todas las sales de cines de Argentina y quedó ubicada en el noveno puesto luego de su primer fin de semana de estreno, con un total de 11.000 espectadores en 83 salas. Sin embargo, en su segunda semana en cartelera la venta de entradas bajó considerablemente, descendiendo al puesto 14 y desapareciendo durante su tercera semana.
Luego de tres semanas de su estreno, Teen Angels: El Adiós fue retirada de la cartelera de la mayoría de los cines del país por la escasa concurrencia de público, siendo considerada como un fracaso de taquilla.

## Imagen y productos
Teen Angels fue cara de una gran cantidad de productos licenciados. Artículos de papelería, pósteres, postales, muebles, líneas de ropa, perfumes, entre otros productos lanzados durante las temporadas 2 y 3. Una tienda oficial, el Fans Store, se encuentra en el centro comercial Unicenter, Buenos Aires. Además en 2009 se lanzó un videojuego en línea gratuito de baile llamado Audition TeenAngels. El juego cuenta con canciones del programa, vestimenta de los personajes y otros contenidos de la tira. El MMORPG fue creado por Axeso 5 siendo lanzado en 2009. También a fines del mismo año fue lanzada una versión limitada de la notebook Lenovo G450, la misma tenía un diseño relacionado con la ficción, además de poseer en su disco contenido del programa.

## Miembros
- Gastón Dalmau
- Nicolás Riera
- Peter Lanzani
- Lali Espósito
- China Suárez (2007-2010)
- Rocío Igarzábal (2011-2011)

## Discografía
| Álbumes de estudio - 2007: TeenAngels I - 2008: TeenAngels II - 2009: TeenAngels III - 2010: TeenAngels IV - 2011: TeenAngels V - 2012: Teen Angels: La Despedida Álbumes en vivo - 2008: Casi Ángeles en vivo: Teatro Gran Rex 2008 - 2009: Casi Ángeles en vivo: Teatro Gran Rex 2009 - 2010: Teen Angels en vivo en Israel Álbumes recopilatorios - 2010: Teen Angels: La Historia - 2017: Grandes Éxitos Discos Internacionales - 2010: Teen Angels: Edición Especial España - 2010: Quase Anjos - Brasil EP - 2008: Coca-Cola Interactive Music - 2009: Coca-Cola La Magia Está Con Vos Álbumes Single - 2024: Teen Angels: No Te Rindas (Versión Acustica en el Teatro) - 2024: Teen Angels: A Ver Si Pueden (Remix 2024) - 2024: Teen Angels: Que Nos Volvamos a Ver (Remix 2024) | Sencillos - «Voy por mas» - «A ver si pueden» - «A decir que si» - «Hoy quiero» - «Que nos volvamos a ver» - «Vuelvo a casa» - «Cada vez que sale el sol» - «Navidad» - «Vos ya sabes» - «Miedo a perderte» - «Bravo por la tierra» - «Que llegue tu voz» - «Mírame, Mírate» - «Loco» - «Baja el telón» - «Llega en forma de amor» |

## Videoclips
| Año  | Título                   | Álbum         | Intérprete (s)                  |
| ---- | ------------------------ | ------------- | ------------------------------- |
| 2007 | Voy por más              | Teen Angels 1 | Emilia Attias                   |
| 2007 | Dos ojos                 | Teen Angels 1 | Emilia Attias y Nicolás Vázquez |
| 2007 | Casi Ángeles             | Teen Angels 1 | Emilia Attias                   |
| 2007 | Escaparé                 | Teen Angels 1 | Lali Espósito                   |
| 2007 | Reina Gitana             | Teen Angels 1 | China Suárez                    |
| 2008 | Nenes bien               | Teen Angels 1 | Teen Angels                     |
| 2008 | A ver si pueden          | Teen Angels 2 | Teen Angels                     |
| 2008 | A decir que sí           | Teen Angels 2 | Teen Angels                     |
| 2008 | Señas tuyas              | Teen Angels 2 | Nicolás Vázquez y Emilia Attias |
| 2008 | Nena                     | Teen Angels 2 | Peter Lanzani                   |
| 2008 | Hay un lugar             | Teen Angels 2 | Lali Espósito                   |
| 2008 | Un paso                  | Teen Angels 2 | Teen Angels                     |
| 2009 | Hoy quiero               | Coca-Cola     | Teen Angels                     |
| 2009 | Que nos volvamos a ver   | Teen Angels 3 | Teen Angels                     |
| 2009 | Vuelvo a casa            | Teen Angels 3 | Teen Angels                     |
| 2009 | Pensando en vos          | Teen Angels 3 | Gastón Dalmau                   |
| 2009 | Casi un sueño            | Teen Angels 3 | Pablo Martínez                  |
| 2009 | Cada vez que sale el sol | Coca-Cola     | Teen Angels                     |
| 2009 | Navidad                  | Coca-Cola     | Teen Angels                     |
| 2010 | Vos ya sabés             | Teen Angels 4 | Teen Angels                     |
| 2010 | Miedo a perderte         | Teen Angels 4 | Teen Angels                     |
| 2010 | Bravo por la Tierra      | Teen Angels 4 | Teen Angels                     |
| 2010 | Estoy aquí otra vez      | Teen Angels 4 | Teen Angels                     |
| 2011 | Que llegue tu voz        | Teen Angels 5 | Teen Angels                     |
| 2011 | Mírame, Mírate           | Teen Angels 5 | Teen Angels                     |
| 2011 | Loco                     | Teen Angels 5 | Teen Angels                     |
| 2012 | Baja el telón            | La Despedida  | Teen Angels                     |

## Tours
- Tour Teen Angels y Casi Ángeles (2008-2010)
- Teen Angels Tour (2011)
- Tour El Adiós (2012)[78]

## Premios y nominaciones
| Fecha de la ceremonia   | Premio                            | Categoría                                      | Trabajo Nominado      | Resultado |
| ----------------------- | --------------------------------- | ---------------------------------------------- | --------------------- | --------- |
| 1 de abril de 2009      | Premios Carlos Gardel             | Mejor Álbum Banda de Sonido de Cine/Televisión | Teen Angels 2         | Nominado  |
| 11 de diciembre de 2009 | Premios 40 Principales            | Mejor artista Argentina                        |                       | Ganador   |
| 4 de noviembre de 2010  | Premios Carlos Gardel             | Mejor Álbum Banda de Sonido de Cine/Televisión | Teen Angels 3         | Nominado  |
| 10 de diciembre de 2010 | Premios 40 Principales            | Mejor artista Argentina                        |                       | Ganador   |
| 7 de octubre de 2011    | Kids Choice Awards Argentina 2011 | Cantante, Grupo o Dúo Latino Favorito          |                       | Ganador   |
| 29 de noviembre de 2011 | Premios Carlos Gardel             | Mejor Álbum Infantil/Juvenil                   | Teen Angels 4         | Nominado  |
| 9 de diciembre de 2011  | Premios Quiero                    | Video Banda                                    | Que llegue tu voz     | Nominado  |
| 18 de octubre de 2013   | Kids Choice Awards Argentina 2013 | Película favorita en cines                     | Teen Angels, el adiós | Ganador   |